# Врати моју љубав
Врати моју љубав (рус. Верни мою любовь) руска је мелодрама из 2014. године. 

## Радња
Млада и наивна виолончелисткиња Вера истовремено упознаје два потпуно различита мушкарца: уметника Влада и бизнисмена Антона. Влад је наследник олигарха Сергеја Орлова, на којег је Влад од детињства љут јер је напустио мајку. Влад криви свог оца за самоубиство своје девојке Аљоне. Амбициозни Антон је зет Орлова, ради у фирми свог таста. Антону Вера даје своју прву љубав, чак ни не слутећи да је он ожењен. Антон признаје Вери да је ожењен. Иако је у шоку, Вера пристаје да му буде само љубавница. Антонова супруга Илона, сазнавши за мужевљеву превару, толико је истукла Веру да јој је осакатила руку, те Вера више никада неће моћи да свира. Убрзо сазнаје да је трудна са Антоном, који је напушта. Вера је након тога имала побачај. Влад из Лондона долази у Приморск у кућу старог пријатеља, где се налази и Вера. Најпре нису у добрим односима, али долази до зближавања. Антон потом жели да врати Веру. Влад и Антон улазе у сукоб.

## Одабране улоге
- Олесја Фатахова (Вера)
- Станислав Бондаренко (Влад)
- Дмитриј Пчела (Антон)
- Настасја Самбурскаја (Илона)